# Jean Mocquet
Jean Mocquet, né à Cuisy, près de Meaux, en 1575, mort sans doute à Paris vers 1617, est un voyageur français.

## Biographie
Il existe fort peu de documents sur sa vie, dont quelques détails peuvent être tirés de son ouvrage. En 1576, alors qu'il était « encore à la mamelle », son père fut emprisonné pour dettes à Meaux ; la mère et son nourrisson furent incarcérés eux aussi, et les meubles de la famille saisis. Au temps de ses voyages, il était de religion catholique (il le spécifie une fois), mais certaines remarques, et notamment un ton très hostile aux Espagnols, peuvent faire soupçonner un huguenot repenti. Certains biographes signalent un engagement de sa famille dans le parti d'Henri de Navarre avant son accession au trône de France, mais aucun document ne le prouve. En tout cas il était apothicaire du roi avant 1601, et suffisamment dans son intimité pour assister à ses purges. Dans son livre, adressé en 1617 à Louis XIII, il témoigne de son grand attachement à Henri IV, « le plus grand roi », « le meilleur père qui fut jamais », dont la mort l'a plongé dans le désarroi, et dont l'éloge tient une grande place sous sa plume. 
Le désir de voyager lui fit demander à Henri IV la permission d'aller dans les pays étrangers ; l'ayant obtenue, il fut chargé de recueillir des raretés pour le cabinet du roi. Il partit le 1er octobre 1601, embarqua le 9 à Saint-Malo, et fit pendant les onze années suivantes cinq voyages : le premier sur la côte occidentale de l'Afrique (retour à Saint-Malo le 1er août 1602), le second au Cap-Vert, au Brésil, en Guyane, à Cumaná (départ de Cancale le 24 janvier 1604, retour dans le même port le 15 août suivant), le troisième au Portugal et au Maroc (départ de Saint-Nazaire le 12 avril 1605, retour au Havre le 17 mars 1606) , le quatrième au Mozambique et à Goa (retour en 1610), le cinquième en Syrie et Palestine (départ de Marseille le 8 septembre 1611, retour en juillet 1612). 
Chaque fois qu'il revenait, il montrait au roi les objets singuliers qu'il avait rapportés (minéraux, anneau pénien indien, peau d'iguane, miel d'Afrique en pots d'origine...). Il rapporta aussi des singes, des perroquets, et surtout de nombreuses plantes exotiques qui, si elles avaient résisté au voyage, étaient replantées dans le jardin du Louvre. Il introduisit en France le goût de la botanique exotique. « Le roi, dit-il, prenait plaisir aux discours que je lui faisais de mes voyages. » Au retour de son cinquième voyage (après la mort d'Henri IV), il eut le titre de garde du Cabinet des singularités du roi, installé au Palais des Tuileries, avec six cents francs de gages (cabinet qui contenait aussi des objets datant d'André Thévet). Il faisait aussi du commerce pour son propre compte : au retour de son voyage au Maragnan, il rapportait du bois d'aloès qu'il vendit aux apothicaires de plusieurs villes (Tours, Poitiers, Angers, La Rochelle...). 
Le repos ne lui convenant pas, en 1614, il résolut de faire le tour du monde, et il partit l'été de cette année pour l'Espagne, où on lui refusa l'autorisation de s'embarquer pour l'Amérique et où il éprouva beaucoup d'avanies. Revenu en France le 15 août 1615, il regagna Paris pour y remplir tranquillement son emploi et y composer sa relation, intitulée Voyages en Afrique, Asie, Indes orientales et occidentales, divisés en six livres et enrichis de figures. La dernière mention de lui vivant est un ordre de paiement au trésorier de l'Épargne daté du 8 octobre 1616 ; son livre étant paru en 1617, il y a lieu de penser qu'il n'a pas vécu beaucoup plus longtemps. 
Mocquet est un voyageur au récit assez sûr et détaillé, il donne de nombreux détails curieux sur les indigènes et sur l'histoire naturelle de l'Amérique méridionale. Il raconte, entre autres, une histoire qui ressemble beaucoup à celle d'Inkle et Yarico. Sa notice sur le Maroc a été abrégée par Olfert Dapper. Il fait un tableau repoussant, mais sans doute vrai, de la dépravation des Portugais dans les Indes, et donne des détails intéressants sur leur commerce. Il connut à Goa le voyageur François Pyrard, qui lui raconta beaucoup de particularités sur les Maldives. Sa relation fut un grand succès de librairie au XVIIe siècle (ce qui est remarquable, car le genre était assez pratiqué), puis fut oubliée au XVIIIe siècle. 

## Source
« Jean Mocquet », dans Louis-Gabriel Michaud, Biographie universelle ancienne et moderne : histoire par ordre alphabétique de la vie publique et privée de tous les hommes avec la collaboration de plus de 300 savants et littérateurs français ou étrangers, 2e édition, 1843-1865 [détail de l’édition]